# Don Stratton
Don Stratton (* 9. Dezember 1928 in Woburn oder Reading, Massachusetts; † 24. April 2016 in Augusta, Maine) war ein US-amerikanischer Jazztrompeter und Hochschullehrer.

## Leben
Don Stratton arbeitete in den 1940er- und 1950er-Jahren sowohl in New York als auch in Boston in den Bands von Nat Pierce, Tex Beneke, Claude Thornhill, Tony Pastor und Elliot Lawrence, ferner trat er mit Charlie Parker, Gerry Mulligan und Phil Woods auf. Im Bereich des Jazz war er zwischen 1949 und  2011 an 29 Aufnahmesessions beteiligt. auch mit Steve Lacy, Whitey Mitchell, Phil Sunkel (Jazz Concerto Grosso, 1958) und Mort Herbert 1956. Unter eigenem Namen nahm er 1956 für ABC-Paramount das von  Creed Taylor prod. Album Modern Jazz with Dixieland Roots auf, mit Dave McKenna, Dick Hafer und Phil Sunkel. In späteren Jahren unterrichtete er an der Manhattan School of Music, wo er das erste Jazz-Ausbildungsprogramm schuf, und an der University of Maine in Augusta.